# Druga Liga 1978-1979
La Druga savezna liga SFRJ 1978-1979, conosciuta semplicemente come Druga liga 1978-1979, fu la 33ª edizione della seconda divisione del campionato jugoslavo di calcio.
Questa fu la sedicesima edizione basata su due gironi. Nel girone Ovest (Grupa Zapad) furono incluse le squadre provenienti da Slovenia, Croazia, Bosnia Erzegovina e Voivodina; mentre nel girone Est (Grupa Istok) quelle provenienti da Serbia Centrale, Kosovo, Montenegro e Macedonia. Questa fu la prima edizione con 16 squadre per ogni girone.
Vennero promosse in Prva Liga 1979-1980 le vincitrici dei due gironi. Retrocessero in terza divisione 8 squadre in totale: le ultime 3 di ogni girone, più altre due dipendentemente dalla area di provenienza delle retrocesse dalla categoria superiore.
Dato che dalla Prva Liga 1978-1979 retrocessero una squadra croata ed una serba, dalla Druga liga scesero 4 compagini dal girone Ovest e 4 da quello Est.

## Provenienza
| Slovenia                             | Croazia                     | Bosnia Erzegovina                                                                                          | Serbia                                                           | Serbia | Serbia                              | Montenegro                          | Macedonia                            |
| Slovenia                             | Croazia                     | Bosnia Erzegovina                                                                                          | Voivodina                                                        | Serbia Centrale | Kosovo                              | Montenegro                          | Macedonia                            |
| ------------------------------------ | --------------------------- | --- | ---------------------------------------------------------------- | --- | ----------------------------------- | ----------------------------------- | ------------------------------------ |
| - Maribor - Mercator - Rudar Velenje | - Dinamo Vinkovci - Segesta | - Bosna Visoko - Čelik Zenica - Famos Hrasnica - Iskra Bugojno - Leotar - Radnik Bijeljina - Rudar Ljubija | - OFK Kikinda - Novi Sad - Proleter Zrenjanin - Spartak Subotica | - Borac Čačak - Dubočica Leskovac - Galenika Zemun - Majdanpek - Rad Belgrado - Radnički Kragujevac - Radnički Pirot - Šumadija Aranđelovac | - Buducnost Peć - Liria - FK Trepča | - Jedinstvo Bijelo Polje - Sutjeska | - Teteks - Tikveš Kavadarci - Vardar |

## Girone Ovest

### Profili
| Squadra          | Città     | Stadio                   | Stagione 1977-78 | Stagione 1977-78         |
| Squadra          | Città     | Stadio                   | Pos.             | Divisione                |
| ---------------- | --------- | ------------------------ | ---------------- | ------------------------ |
| Čelik            | Zenica    | Stadion Bilino Polje     | 17º              | Prva liga                |
| Proleter         | Zrenjanin | Stadion Karađorđev park  | 2º               | Druga liga Ovest         |
| OFK Kikinda      | Kikinda   | Gradski stadion          | 3º               | Druga liga Ovest         |
| Maribor          | Maribor   | Stadion Ljudski vrt      | 4º               | Druga liga Ovest         |
| Iskra Bugojno    | Bugojno   | Stadion Jaklić           | 5º               | Druga liga Ovest         |
| Rudar Ljubija    | Prijedor  | Gradski stadion          | 6º               | Druga liga Ovest         |
| Dinamo Vinkovci  | Vinkovci  | Stadion Mladosti         | 7º               | Druga liga Ovest         |
| Famos Hrasnica   | Hrasnica  | Stadion Famos            | 8º               | Druga liga Ovest         |
| Leotar           | Trebigne  | Stadion Police           | 9º               | Druga liga Ovest         |
| Radnik Bijeljina | Bijeljina | Gradski stadion          | 10º              | Druga liga Ovest         |
| Rudar Velenje    | Velenje   | Mestni stadion ob jezeru | 11º              | Druga liga Ovest         |
| Novi Sad         | Novi Sad  | Stadion Detelinara       | 12º              | Druga liga Ovest         |
| Mercator         | Lubiana   | Športni park Svoboda     | 1º               | Slovenska liga           |
| Segesta          | Sisak     | Gradski stadion          | 1º               | Hrvatska liga Nord       |
| Spartak Subotica | Subotica  | Gradski stadion          | 1º               | Vojvođanska liga         |
| Bosna Visoko     | Visoko    | Stadion Luke             | 1º               | Liga Bosne i Hercegovine |

### Classifica
|  | Pos. | Squadra            | Pt | G  | V  | N  | P  | GF | GS | DR  |
|  | ---- | ------------------ | -- | -- | -- | -- | -- | -- | -- | --- |
|  | 1.   | Čelik Zenica       | 40 | 30 | 14 | 12 | 4  | 42 | 21 | +21 |
|  | 2.   | Maribor            | 34 | 30 | 12 | 10 | 8  | 46 | 34 | +12 |
|  | 3.   | Novi Sad           | 34 | 30 | 12 | 10 | 8  | 47 | 36 | +11 |
|  | 4.   | Dinamo Vinkovci    | 33 | 30 | 15 | 3  | 12 | 44 | 31 | +13 |
|  | 5.   | Proleter Zrenjanin | 32 | 30 | 13 | 6  | 11 | 45 | 36 | +9  |
|  | 6.   | Bosna Visoko       | 32 | 30 | 13 | 6  | 11 | 45 | 48 | −3  |
|  | 7.   | Iskra Bugojno      | 31 | 30 | 14 | 3  | 13 | 38 | 29 | +9  |
|  | 8.   | Spartak Subotica   | 30 | 30 | 13 | 4  | 13 | 42 | 41 | +1  |
|  | 9.   | Famos Hrasnica     | 30 | 30 | 9  | 12 | 9  | 31 | 31 | 0   |
|  | 10.  | Leotar             | 29 | 30 | 10 | 9  | 11 | 43 | 35 | +8  |
|  | 11.  | OFK Kikinda        | 29 | 30 | 9  | 11 | 10 | 26 | 30 | −4  |
|  | 12.  | Rudar Velenje      | 28 | 30 | 11 | 6  | 13 | 44 | 49 | −5  |
|  | 13.  | Radnik Bijeljina   | 27 | 30 | 8  | 11 | 11 | 20 | 28 | −8  |
|  | 14.  | Segesta            | 27 | 30 | 9  | 9  | 12 | 43 | 53 | −10 |
|  | 15.  | Rudar Ljubija      | 27 | 30 | 12 | 3  | 15 | 34 | 51 | −17 |
|  | 16.  | Mercator           | 17 | 30 | 7  | 3  | 20 | 24 | 61 | −37 |

Legenda:

      Promossa in Prva Liga 1979-1980 e qualificata alla Coppa Mitropa 1979-1980.

  Partecipa agli spareggi promozione/retrocessione.

      Retrocessa in terza divisione jugoslava 1979-1980.

      Esclusa dal campionato.
Note:

Due punti a vittoria, uno a pareggio, zero a sconfitta.
In caso di arrivo di due o più squadre a pari punti, la graduatoria viene stilata secondo la differenza reti tra le squadre interessate.

### Risultati
|                    | Bos  | Čel  | Din  | Fam  | Isk  | Kik  | Leo  | Mar  | Mer  | N.S  | Pro  | Rad  | Lju  | Vel  | Seg  | Spa  |
| ------------------ | ---- | ---- | ---- | ---- | ---- | ---- | ---- | ---- | ---- | ---- | ---- | ---- | ---- | ---- | ---- | ---- |
| Bosna Visoko       | –––– | 1-1  | 1-0  | 0-0  | 2-0  | 2-0  | 1-1  | 3-1  | 4-1  | 1-1  | 2-1  | 1-0  | 5-1  | 2-3  | 3-0  | 3-2  |
| Čelik Zenica       | 4-1  | –––– | 2-1  | 0-0  | 4-2  | 2-0  | 3-0  | 0-0  | 3-0  | 1-0  | 1-2  | 3-0  | 2-0  | 4-2  | 3-2  | 3-0  |
| Dinamo Vinkovci    | 3-2  | 1-0  | –––– | 1-0  | 0-0  | 1-1  | 3-1  | 1-0  | 4-0  | 3-2  | 1-0  | 0-0  | 1-0  | 4-2  | 2-3  | 3-1  |
| Famos Hrasnica     | 2-0  | 0-0  | 1-0  | –––– | 1-1  | 1-1  | 1-1  | 2-0  | 4-1  | 2-2  | 2-2  | 1-0  | 2-1  | 3-1  | 1-1  | 1-0  |
| Iskra Bugojno      | 1-0  | 0-1  | 3-0  | 1-0  | –––– | 3-0  | 2-0  | 2-1  | 2-0  | 3-1  | 1-0  | 0-0  | 3-0  | 1-0  | 3-1  | 3-0  |
| OFK Kikinda        | 0-0  | 0-0  | 0-2  | 2-2  | 3-1  | –––– | 2-1  | 2-1  | 0-0  | 3-1  | 1-3  | 0-0  | 0-1  | 3-0  | 1-0  | 3-0  |
| Leotar             | 6-1  | 1-1  | 2-0  | 0-0  | 1-0  | 1-1  | –––– | 1-1  | 1-0  | 2-0  | 2-0  | 2-0  | 5-0  | 3-0  | 1-1  | 4-0  |
| Maribor            | 2-0  | 0-0  | 2-1  | 2-0  | 3-2  | 2-0  | 1-1  | –––– | 4-1  | 1-1  | 3-2  | 2-0  | 3-1  | 0-1  | 3-3  | 2-2  |
| Mercator           | 1-2  | 0-0  | 1-4  | 2-1  | 0-1  | 1-2  | 2-1  | 1-5  | –––– | 2-3  | 1-0  | 2-0  | 1-0  | 0-1  | 4-2  | 2-0  |
| Novi Sad           | 2-1  | 1-1  | 0-1  | 2-0  | 3-2  | 0-0  | 2-0  | 1-1  | 3-0  | –––– | 1-0  | 3-0  | 4-2  | 2-1  | 1-1  | 1-1  |
| Proleter Zrenjanin | 1-1  | 5-1  | 2-1  | 1-1  | 1-0  | 1-0  | 2-1  | 2-1  | 6-0  | 1-1  | –––– | 1-0  | 1-1  | 2-0  | 5-0  | 1-0  |
| Radnik Bijeljina   | 2-3  | 1-1  | 1-0  | 2-0  | 1-0  | 0-0  | 0-0  | 0-0  | 2-0  | 2-0  | 1-1  | –––– | 1-0  | 3-0  | 0-0  | 1-0  |
| Rudar Ljubija      | 4-1  | 0-0  | 1-0  | 4-0  | 1-0  | 2-0  | 2-1  | 0-2  | 1-0  | 0-5  | 2-0  | 2-2  | –––– | 1-0  | 1-0  | 2-0  |
| Rudar Velenje      | 6-1  | 0-0  | 2-1  | 0-3  | 2-0  | 0-1  | 3-2  | 2-0  | 0-0  | 2-2  | 4-0  | 1-1  | 2-1  | –––– | 2-2  | 3-1  |
| Segesta            | 0-1  | 0-1  | 0-5  | 1-0  | 2-1  | 0-0  | 2-0  | 1-2  | 3-1  | 2-1  | 3-1  | 2-0  | 7-2  | 2-2  | –––– | 0-4  |
| Spartak Subotica   | 2-0  | 1-0  | 1-0  | 2-0  | 1-0  | 2-0  | 4-1  | 1-1  | 2-0  | 0-1  | 3-1  | 3-0  | 3-1  | 4-2  | 2-2  | –––– |
| Fonte: rsssf.com   |      |      |      |      |      |      |      |      |      |      |      |      |      |      |      |      |

### Classifica marcatori
| Pos.                           | Marcatore         | Squadra            | Reti |
| ------------------------------ | ----------------- | ------------------ | ---- |
| 1                              | Veselin Zrilić    | Leotar             | 22   |
| 2                              | Nurif Nargilić    | Bosna              | 19   |
| 3                              | Slobodan Kustudić | Rudar Velenje      | 14   |
| 4                              | Zoltan Dudaš      | Novi Sad           | 13   |
| 5                              | Rade Radulović    | Čelik              | 12   |
| 6                              | Fajko Orman       | Iskra              | 11   |
| 7                              | Mehmed Buza       | Čelik              | 9    |
| 7                              | Dušan Poljanšek   | Mercator           | 9    |
| 7                              | Vito Samardžija   | Rudar Ljublja      | 9    |
| 7                              | Ivica Tunjić      | Dinamo Vinkovci    | 9    |
| 7                              | Zoran Vještica    | Novi Sad           | 9    |
| 7                              | Savo Zolotić      | Mercator / Maribor | 9    |
| Fonte: parapsihopatologija.com |                   |                    |      |

## Girone Est

### Profili
| Squadra           | Città              | Stadio                   | Stagione 1977-78 | Stagione 1977-78 |
| Squadra           | Città              | Stadio                   | Pos.             | Divisione        |
| ----------------- | ------------------ | ------------------------ | ---------------- | ---------------- |
| FK Trepča         | Kosovska Mitrovica | Stadion Trepča           | 18º              | Prva liga        |
| Teteks            | Tetovo             | Gradski stadion          | 2º               | Druga liga Est   |
| Vardar            | Skopje             | Gradski stadion          | 3º               | Druga liga Est   |
| Dubočica Leskovac | Leskovac           | Gradski stadion          | 4º               | Druga liga Est   |
| Radnički 1923     | Kragujevac         | Stadion Čika Dača        | 5º               | Druga liga Est   |
| Sutjeska          | Nikšić             | Stadion kraj Bistrice    | 6º               | Druga liga Est   |
| Šumadija          | Aranđelovac        | Gradski stadion          | 7º               | Druga liga Est   |
| Borac Čačak       | Čačak              | Stadion kraj Morave      | 8º               | Druga liga Est   |
| Radnički Pirot    | Pirot              | Stadion kraj Nišave      | 9º               | Druga liga Est   |
| Liria             | Prizren            | Stadion Porparim Tači    | 10º              | Druga liga Est   |
| Rad               | Banjica, Belgrado  | Stadio Kralj Petar I     | 11º              | Druga liga Est   |
| Majdanpek         | Majdanpek          | Stadion Nikola Pasko     | 12º              | Druga liga Est   |
| Galenika Zemun    | Zemun, Belgrado    | Gradski stadion          | 1º               | Srpska liga      |
| Jedinstvo         | Bijelo Polje       | Gradski stadion Nikoljac | 1º               | Crnogorska liga  |
| Buducnost Peć     | Peć                | Gradski stadion          | 1º               | Kosovska liga    |
| Tikveš            | Kavadarci          | Stadion Kavadarci        | 1º               | Makedonska liga  |

### Classifica
|  | Pos. | Squadra                | Pt | G  | V  | N  | P  | GF | GS | DR  |
|  | ---- | ---------------------- | -- | -- | -- | -- | -- | -- | -- | --- |
|  | 1.   | Vardar                 | 43 | 30 | 19 | 5  | 6  | 63 | 29 | +34 |
|  | 2.   | FK Trepča              | 42 | 30 | 17 | 8  | 5  | 27 | 18 | +9  |
|  | 3.   | Radnički Kragujevac    | 38 | 30 | 15 | 8  | 7  | 46 | 30 | +16 |
|  | 4.   | Galenika Zemun         | 36 | 30 | 12 | 12 | 6  | 55 | 36 | +19 |
|  | 5.   | Sutjeska               | 32 | 30 | 10 | 12 | 8  | 36 | 26 | +10 |
|  | 6.   | Radnički Pirot (−6)    | 31 | 30 | 15 | 7  | 8  | 43 | 24 | +9  |
|  | 7.   | Borac Čačak            | 30 | 30 | 11 | 8  | 11 | 30 | 31 | −1  |
|  | 8.   | Šumadija Aranđelovac   | 29 | 30 | 9  | 11 | 10 | 35 | 38 | −3  |
|  | 9.   | Dubočica Leskovac      | 29 | 30 | 10 | 9  | 11 | 21 | 32 | −11 |
|  | 10.  | Rad Belgrado           | 28 | 30 | 7  | 14 | 9  | 26 | 29 | −3  |
|  | 11.  | Majdanpek              | 28 | 30 | 9  | 10 | 11 | 28 | 32 | −4  |
|  | 12.  | Teteks                 | 28 | 30 | 11 | 6  | 13 | 30 | 36 | −6  |
|  | 13.  | Liria                  | 28 | 30 | 10 | 8  | 12 | 35 | 44 | −9  |
|  | 14.  | Jedinstvo Bijelo Polje | 26 | 30 | 7  | 12 | 11 | 29 | 32 | −3  |
|  | 15.  | Buducnost Peć          | 14 | 30 | 3  | 8  | 19 | 14 | 44 | −30 |
|  | 16.  | Tikveš Kavadarci       | 12 | 30 | 4  | 4  | 22 | 27 | 64 | −37 |

Legenda:

      Promossa in Prva Liga 1979-1980.

  Partecipa agli spareggi promozione/retrocessione.

      Retrocessa in terza divisione jugoslava 1979-1980.

      Esclusa dal campionato.
Note:

Due punti a vittoria, uno a pareggio, zero a sconfitta.
In caso di arrivo di due o più squadre a pari punti, la graduatoria viene stilata secondo la differenza reti tra le squadre interessate.

### Risultati
All'ultima giornata (17 giugno 1979) era in programma lo scontro al vertice Vardar-Trepča: la vittoria per 2-1 dei padroni di casa ha permesso il sorpasso in classifica e la promozione.
|                        | Bor  | Bud  | Dub  | Gal  | Jed  | Lir  | Maj  | Rad  | Kra  | Pir  | Šum  | Sut  | Tet  | Tik  | Tre  | Var  |
| ---------------------- | ---- | ---- | ---- | ---- | ---- | ---- | ---- | ---- | ---- | ---- | ---- | ---- | ---- | ---- | ---- | ---- |
| Borac Čačak            | –––– | 3-1  | 0-0  | 1-1  | 2-0  | 0-0  | 1-0  | 0-0  | 2-1  | 0-1  | 1-0  | 0-0  | 2-1  | 2-0  | 2-2  | 1-0  |
| Buducnost Peć          | 2-1  | –––– | 0-1  | 1-2  | 0-0  | 0-1  | 0-0  | 0-0  | 0-2  | 2-1  | 0-0  | 0-0  | 2-3  | 0-0  | 0-1  | 0-1  |
| Dubočica Leskovac      | 1-0  | 3-1  | –––– | 1-0  | 2-2  | 1-0  | 0-0  | 0-0  | 1-3  | 1-0  | 1-1  | 1-0  | 2-0  | 1-0  | 0-0  | 1-1  |
| Galenika Zemun         | 0-0  | 1-1  | 3-1  | –––– | 4-0  | 7-2  | 2-1  | 2-2  | 2-2  | 0-1  | 1-1  | 3-3  | 1-1  | 2-0  | 1-1  | 3-1  |
| Jedinstvo Bijelo Polje | 4-0  | 1-0  | 2-0  | 1-0  | –––– | 1-1  | 2-0  | 2-0  | 1-1  | 0-0  | 1-1  | 1-1  | 2-2  | 4-0  | 0-0  | 1-2  |
| Liria                  | 1-0  | 0-0  | 1-0  | 1-3  | 2-0  | –––– | 3-1  | 3-1  | 1-2  | 0-0  | 3-1  | 0-3  | 3-1  | 2-0  | 2-2  | 1-3  |
| Majdanpek              | 0-1  | 2-1  | 2-1  | 1-2  | 1-0  | 3-1  | –––– | 0-0  | 2-0  | 0-0  | 1-1  | 2-2  | 1-0  | 3-0  | 0-1  | 2-1  |
| Rad Belgrado           | 1-2  | 1-0  | 0-0  | 2-1  | 0-0  | 0-0  | 1-1  | –––– | 0-0  | 0-0  | 3-0  | 1-1  | 2-1  | 3-2  | 3-0  | 1-1  |
| Radnički Kragujevac    | 3-2  | 1-0  | 3-0  | 2-2  | 1-0  | 2-3  | 2-1  | 1-0  | –––– | 4-2  | 3-1  | 2-1  | 2-0  | 3-0  | 0-0  | 1-1  |
| Radnički Pirot         | 4-1  | 3-0  | 0-0  | 1-3  | 1-0  | 1-0  | 3-0  | 3-0  | 3-0  | –––– | 3-3  | 3-0  | 0-0  | 4-0  | 2-0  | 2-3  |
| Šumadija Aranđelovac   | 1-0  | 5-0  | 1-0  | 1-1  | 1-1  | 4-0  | 0-0  | 2-2  | 1-0  | 1-3  | –––– | 2-1  | 2-1  | 3-2  | 0-1  | 0-0  |
| Sutjeska               | 1-1  | 3-0  | 3-0  | 1-1  | 1-1  | 2-2  | 0-0  | 1-0  | 0-0  | 0-1  | 2-0  | –––– | 1-0  | 4-0  | 2-0  | 1-0  |
| Teteks                 | 3-1  | 1-0  | 2-0  | 0-2  | 2-1  | 1-0  | 0-1  | 1-0  | 1-1  | 1-0  | 3-0  | 1-0  | –––– | 1-2  | 0-0  | 2-1  |
| Tikveš Kavadarci       | 0-4  | 1-2  | 5-0  | 1-3  | 1-0  | 2-2  | 1-1  | 1-2  | 1-4  | 0-1  | 1-2  | 3-0  | 0-0  | –––– | 1-2  | 2-3  |
| FK Trepča              | 1-0  | 1-0  | 0-2  | 2-1  | 1-0  | 2-0  | 1-0  | 1-0  | 1-0  | 1-0  | 2-0  | 1-0  | 1-0  | 1-0  | –––– | 0-0  |
| Vardar                 | 2-0  | 5-1  | 2-0  | 3-1  | 5-1  | 1-0  | 5-2  | 3-1  | 1-0  | 4-0  | 1-0  | 0-2  | 6-1  | 5-1  | 2-1  | –––– |
| Fonte: rsssf.com       |      |      |      |      |      |      |      |      |      |      |      |      |      |      |      |      |

### Classifica marcatori
| Pos.                           | Marcatore           | Squadra              | Reti |
| ------------------------------ | ------------------- | -------------------- | ---- |
| 1                              | Risto Gligorovski   | Vardar               | 14   |
| 1                              | Dragan Pavlović     | Radnički Pirot       | 14   |
| 1                              | Milenko Radivojević | Radnički Kragujevac  | 14   |
| 1                              | Vasil Ringov        | Vardar               | 14   |
| 5                              | Dragan Janićijević  | Borac Čačak          | 12   |
| 6                              | Simo Nikolić        | Galenika Zemun       | 11   |
| 6                              | Milodrag Panić      | Šumadija Aranđelovac | 11   |
| 8                              | Miroljub Đorđević   | Radnički Pirot       | 10   |
| 8                              | Gezim Ljalja        | Galenika Zemun       | 10   |
| 8                              | Borče Micevski      | Vardar               | 10   |
| 8                              | Božidar Stefanović  | Dubočica             | 10   |
| Fonte: parapsihopatologija.com |                     |                      |      |

## In Coppa di Jugoslavia
La squadra di Druga Liga che ha fatto più strada è il Proleter Zrenjanin che ha raggiunto le semifinali.